# Empedocle
Empedocle (in greco antico: Ἐμπεδοκλῆς?, Empedoklês; in latino Empedŏcles; Akragas, tra il 484 e il 481 a.C – tra il 424 e il 421 a.C) è stato un filosofo e politico siceliota, vissuto nel V-IV secolo a.C. ad Akragas (oggi Agrigento).
Appartenente all'età presocratica, la filosofia di Empedocle è conosciuta per la teoria cosmogonica dei quattro elementi, da lui chiamati "radici" (ριζώματα, rizòmata), accanto ai quali egli pose due ulteriori principi: Amore (Φιλότης), in grado di mescolarli, e Odio (Νεῖκος), responsabile della loro separazione. Influenzato dai pitagorici, Empedocle si oppose alla pratica del sacrificio di animali e alla loro uccisione a scopo alimentare; sviluppò anche una dottrina distintiva della reincarnazione. Aristotele lo indica come padre della retorica. È generalmente considerato l'ultimo filosofo greco ad aver messo per iscritto, in versi, le sue idee; tra i presocratici, le sue opere sono quelle che più di ogni altro autore sono sopravvissute. La morte di Empedocle, avvenuta in circostanze misteriose, forse per essersi gettato volontariamente nell'Etna, è stata mitizzata dagli antichi scrittori ed oggetto di numerose opere letterarie.

## Biografia

### L'anno della nascita

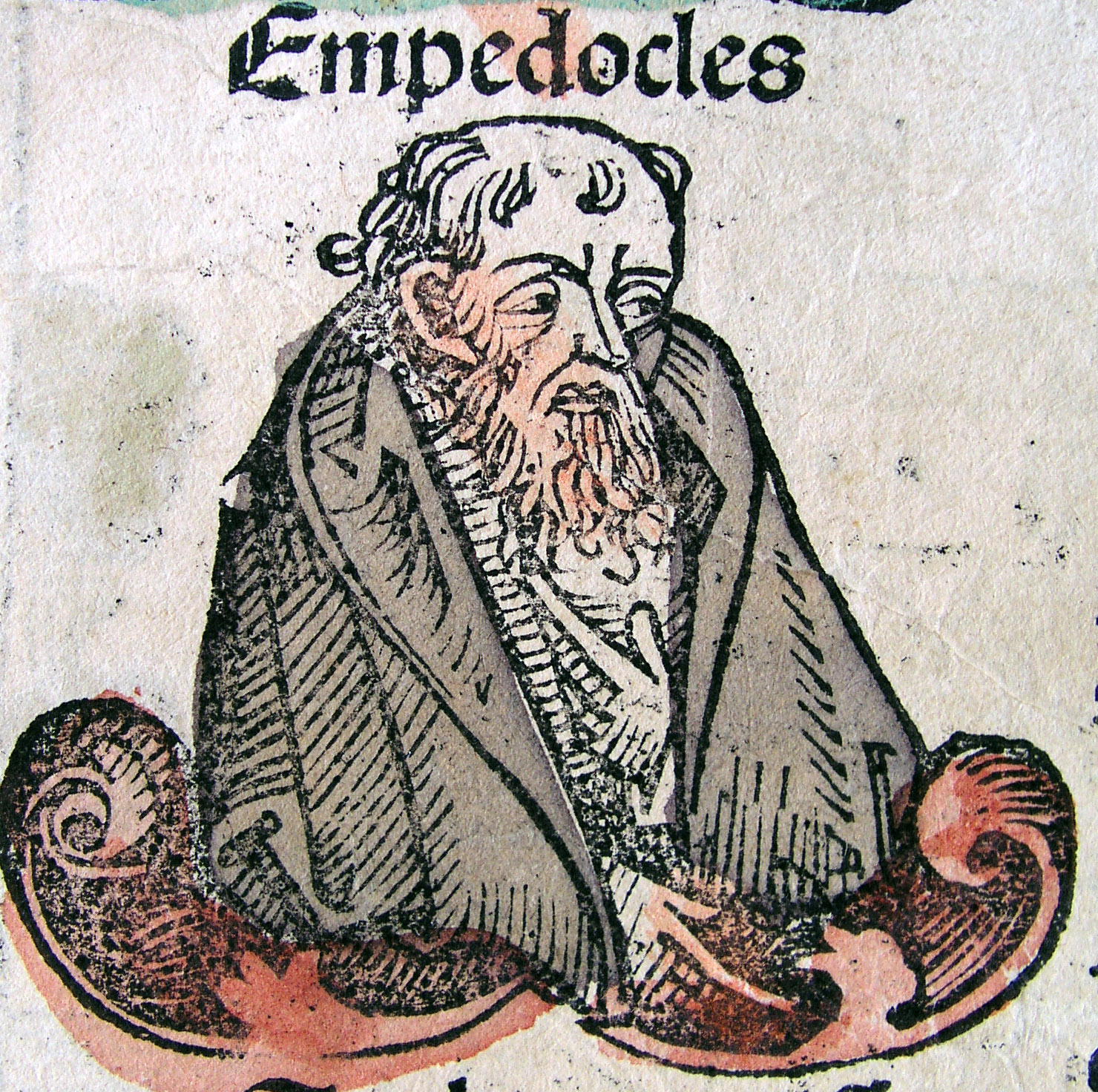
Empedocle raffigurato nelle medievali Cronache di Norimberga.

Stabilire con sufficiente precisione il periodo in cui è vissuto Empedocle è di importanza fondamentale per cogliere l'originalità di questo filosofo rispetto ai suoi predecessori, Parmenide e Anassagora.
- Secondo Platone[4] Socrate da giovane incontrò Parmenide che aveva circa sessantacinque anni. Poiché Socrate morì all'età di settanta o più anni nel 399 a.C., l'incontro tra Socrate e Parmenide dovrebbe aver avuto luogo prima del 450 a.C., e, siccome secondo il testo di Platone «Socrate era molto giovane»[5], Denis O'Brien ritiene che questi non poteva aver superato i vent'anni: quindi Parmenide dovrebbe essere nato intorno al 515 a.C..
- Trasillo di Mende, l'astrologo vicino all'imperatore Tiberio, nonché editore degli scritti di Democrito, indica la nascita di quest'ultimo filosofo cinquant'anni dopo quella di Parmenide, quindi nel 470/469 a.C.; Diogene Laerzio sostiene che Democrito fosse «giovane ai tempi in cui Anassagora era vecchio»: se la differenza di età era intorno ai trent'anni si può verosimilmente ritenere che Anassagora nacque ai primi del secolo così come testimoniato dall'erudito Apollodoro di Atene (II secolo a.C.) mentre Simplicio / Teofrasto sostiene che Empedocle fosse nato «qualche tempo» dopo Anassagora.
- Aristotele sostiene che Anassagora fosse hýsteros (ὕστερος) rispetto a Empedocle, ma tale termine può significare sia "successivo" che "inferiore" quindi molti esegeti hanno letto come se Anassagora fosse "successivo" a Empedocle; tuttavia lo Stagirita attribuendo ad ambedue i filosofi la nozione di "forza motrice" sostiene che fu scoperta per primo da Anassagora. O'Brien conclude quindi che ὕστερος vada letto come "inferiore" e non come "posteriore", ovvero: Anassagora più vecchio di Empedocle, secondo Aristotele, gli fu "inferiore".

(Denis O'Brien, Empedocle in Il sapere greco. Dizionario critico, vol. 2 (a cura di Jacques Brunschwig e E.R. Lloyd). Torino, Einaudi, 2007, pp. 81-82)
Si sarebbero quindi succeduti, per anzianità di nascita: Parmenide, Anassagora, Empedocle e Democrito.

### Vita politica e appartenenza filosofica

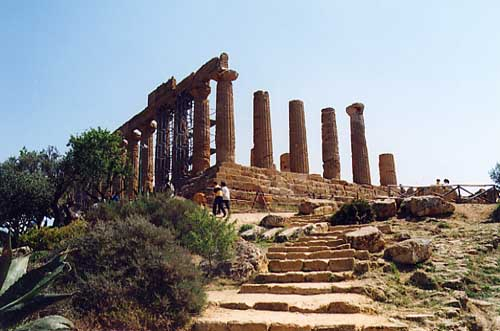
Il tempio di Hera ad Agrigento, costruito quando Empedocle era vivente.

Secondo il racconto di Diogene Laerzio, Empedocle nacque da una famiglia antica, nobile e ricca di Agrigento. Come suo padre Metone, che ebbe un ruolo importante nell'allontanamento del tiranno Trasideo da Agrigento nel 470, egli partecipò alla vita politica della città negli anni fra il 446 e il 444 a.C., schierandosi dalla parte dei democratici e contribuendo al rovesciamento dell'oligarchia formatasi all'indomani della fine della tirannide, un governo chiamato dei "Mille". La tradizione gli attribuisce uno spirito caritatevole nei confronti dei poveri, e severo verso gli aristocratici. Si racconta anche che abbia rifiutato il governo della città che gli era stato offerto.
Dai suoi nemici fu poi esiliato nel Peloponneso, dove forse conobbe Protagora ed Erodoto. Tra i suoi discepoli vi fu anche Gorgia.
Sempre secondo il racconto di Diogene Laerzio, entrò nella scuola pitagorica divenendo allievo di Telauge, il figlio di Pitagora. Seguì la dieta vegetariana pitagorica e rifiutò i sacrifici cruenti: secondo la leggenda, dopo una vittoria olimpica alla corsa dei carri, per attenersi all'usanza secondo cui il vincitore doveva sacrificare un bue, ne fece fabbricare uno di mirra, incenso ed aromi, e lo distribuì secondo la tradizione.
Secondo altri, seguì gli insegnamenti di Brontino e di Epicarpo.

### Aneddoti e leggende

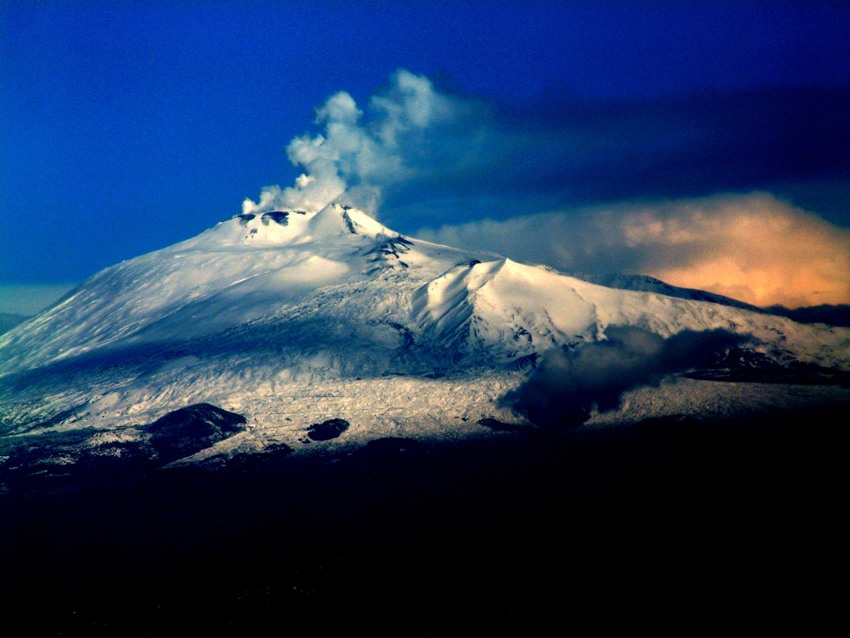
Il vulcano Etna, dove Empedocle si sarebbe ucciso.

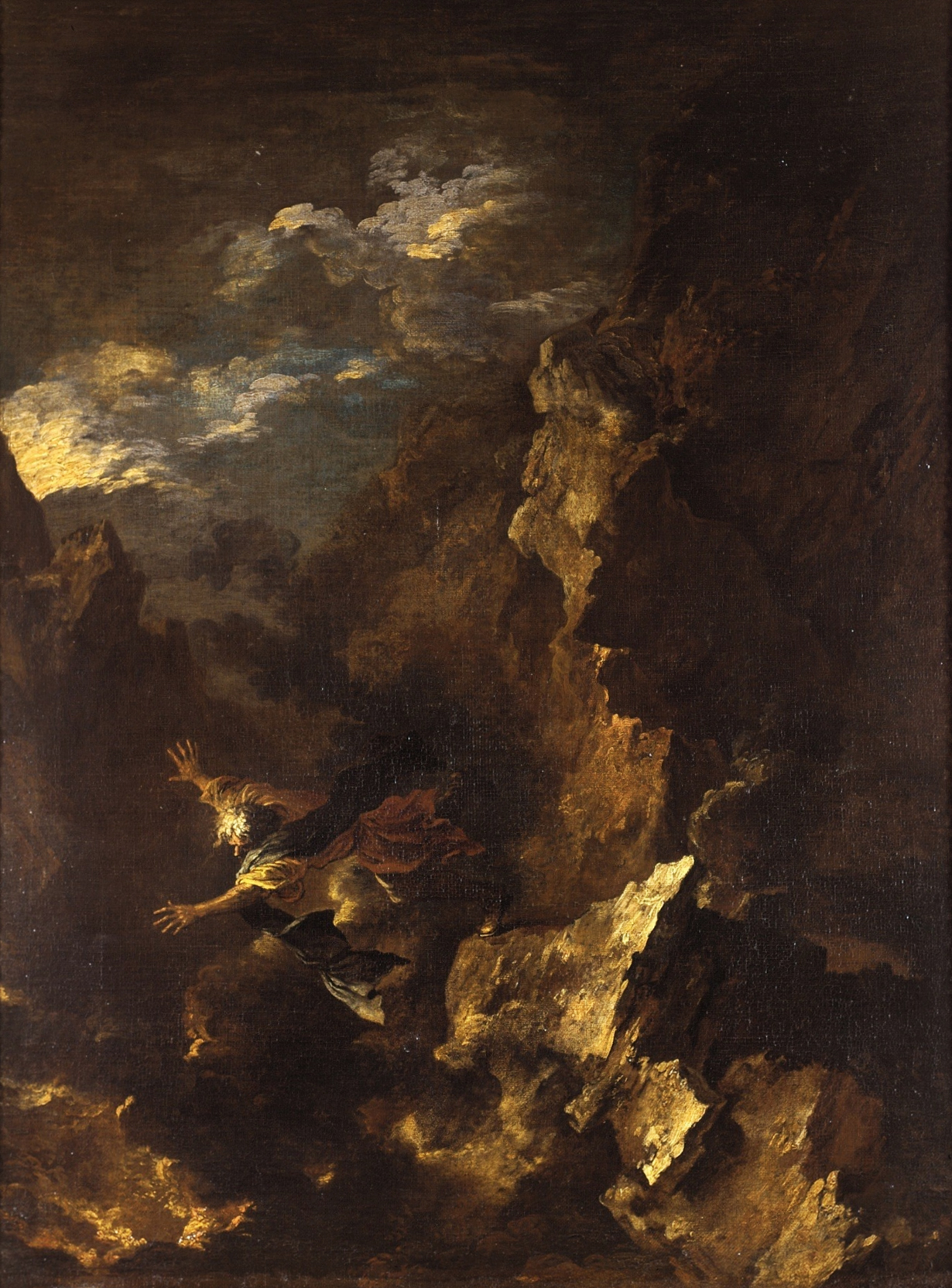
Salvator Rosa, La morte di Empedocle, olio su tela (1665-70, collezione privata)

La sua oratoria brillante, la sua conoscenza approfondita della natura, la reputazione dei suoi poteri meravigliosi, tra cui la guarigione dalle malattie e la capacità di scongiurare le epidemie, hanno prodotto molti miti e storie che circondano il suo nome: 
Si diceva che fosse un mago, capace di controllare le tempeste; e lui stesso, nel suo famoso poema Le purificazioni, sembra avesse affermato di avere miracolosi poteri, compreso quello della distruzione del male, della guarigione dalla vecchiaia e del controllo di vento e pioggia. I sicelioti lo veneravano come profeta e gli attribuivano numerosi miracoli.
Le numerose testimonianze che riguardano la sua biografia sono alquanto discordanti e non consentono di attribuire un'identità precisa alla sua figura. A conferma di ciò sono le numerose leggende sul suo conto. I suoi amici e discepoli raccontano ad esempio che alla morte, essendo amato dagli dèi, fu assunto in cielo; mentre Eraclide Pontico, Luciano di Samosata e Diogene Laerzio sostengono che si suicidò gettandosi nel cratere dell'Etna. Il vulcano avrebbe eruttato, dopo qualche istante, uno dei suoi famosi sandali di bronzo. In realtà non sappiamo neanche se sia morto in patria.

Secondo Aristotele, Empedocle morì all'età di 60 anni (ca. 430 a.C.), mentre altri autori affermano che visse fino all'età di 109.
Nella Suida si trova questa descrizione del modo di vestire di Empedocle: «Una sorta di ornamento (sandali) che portava ai piedi, con una corona dorata sul capo, e bronzei calzari ai piedi e nastri delfici nelle mani. Così abbigliato andò di città in città desiderando di tenere salda la sua reputazione di apparire come un dio. Di notte lanciò se stesso dentro i crateri della fiammeggiante Etna, ma un suo sandalo fu ributtato fuori. Egli venne appellato col nome di Kolusamenas (trattenitore di venti) risparmiando la città di Akragas dalle forti raffiche a lei contrarie, innalzando intorno alla città pelli di asino».

Una biografia di Empedocle scritta da Xanto di Lidia, suo contemporaneo, è andata perduta.

## Pensiero e opere
(Empedocle, D-K 31 B 28, traduzione di Ilaria Ramelli e Angelo Tonelli, in I Presocratici a cura di Giovanni Reale, Bompiani, Milano 2006-2012, pp. 670-671)
A Empedocle la tradizione attribuisce numerose opere, fra cui anche alcuni trattati – sulla medicina, sulla politica e sulle guerre persiane – e tragedie. A noi sono giunti però solo frammenti dei due poemi: Sulle Origini o Sulla natura (Περὶ Φύσεως, Perì phýseōs, titolo per altro comune a molte opere filosofiche antiche) e Purificazioni (Καθαρμοί, Katharmoí). Della prima, di carattere cosmologico e naturalistico, sono rimasti circa 400 frammenti di diseguale ampiezza sugli originali 2000 versi, mentre della seconda, di carattere teologico e mistico, abbiamo poco meno di un centinaio rispetto agli originali 3000. La lingua da lui usata è il dialetto ionico.
È stata anche sollevata l'ipotesi, tuttavia priva di sufficiente fondamento, che questi due titoli si riferiscano a una singola opera.

### Sulla natura
Il timore religioso del filosofo di Agrigento appare fin dalle prime righe del Περί Φύσεως (Perí Physeos): 
(Empedocle Poema fisico (Περί Φύσεως) Libro I Proemio (D-K 31 B 3), traduzione di Carlo Gallavotti. Milano, Mondadori/Fondazione Lorenzo Valla, 2013, p.9)
La filosofia di Empedocle si presenta come un tentativo di combinazione sintetica delle precedenti dottrine ioniche, pitagoriche, eraclitee e parmenidee. Da quest'ultime accoglie la tesi dell'immutabilità e dell'eternità dell'Essere, ovvero che nulla nasce e nulla muore. Dalle altre accetta l'idea del divenire, del continuo e incessante mutamento delle cose. Empedocle – e come lui anche gli altri fisici pluralisti – cerca di risolvere questa contraddizione distinguendo la realtà che ci circonda, mutevole, dagli elementi primi, immutabili, che la compongono.

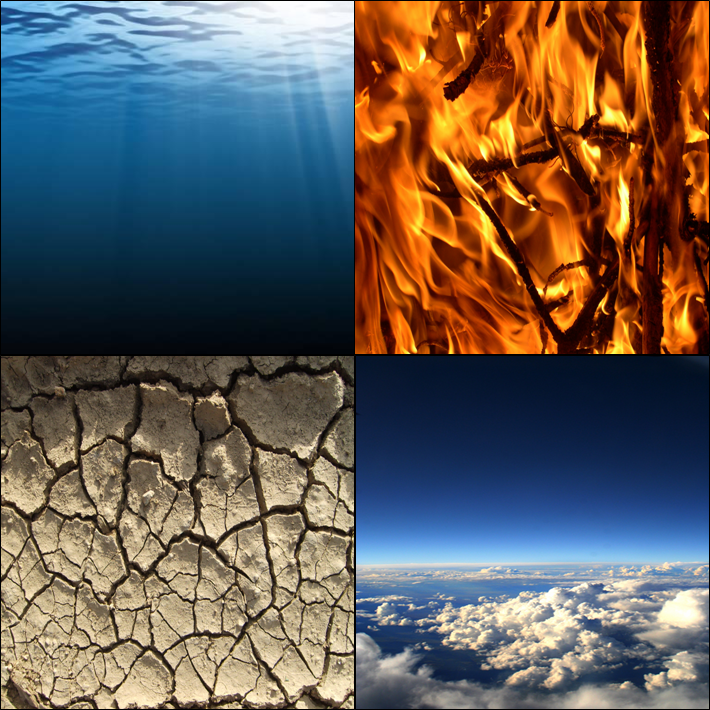
I quattro elementi.

Empedocle chiama tali elementi "radici" (ριζώματα, rizòmata), non nate (ἀγένητα, agheneta) ed eternamente uguali (ἠνεκὲς αἰὲν ὁμοῖα, enekes aien omoia), e afferma che sono in tutto quattro, associando ognuno di essi a un particolare dio della mitologia greca, sulla base di concezioni orfiche e misteriche proprie dei riti iniziatici il cui luogo d'origine era la Sicilia orientale, non lontano dall'area (la Sicilia centro-meridionale) in cui fu attivo Empedocle. I quattro elementi (e i rispettivi dèi associati) dunque sono:
1. fuoco (πῦρ, Zeus);
2. aria (αἰθήρ, Era);
3. terra (γαῖα, Edoneo)[40];
4. acqua (ὕδωρ, Nesti).[41]

L'unione di tali radici determina la nascita delle cose e la loro separazione, la morte. Si tratta perciò di apparenti nascite e apparenti morti, dal momento che l'Essere (le radici) non si crea e non si distrugge, ma è soltanto in continua trasformazione.
(Empedocle, D-K 31 B 8, traduzione di Gabriele Giannantoni in Presocratici vol.I, Milano, Laterza, 2009)
In questo modo «I primi principi si empiono così dell'essenza e del soffio vitale di poteri divini.».
(Denis O' Brien, Empedocle in Il sapere greco. Dizionario critico, vol. 2. Torino, Einaudi, 2007, p. 80)
Accanto alle quattro "radici", e motore del loro divenire nei molteplici oggetti della realtà, si pongono due ulteriori principi: Φιλότης (Amore) e Νεῖκος (Odio, anche Discordia o Contesa); avente il primo la caratteristica di "legare", "congiungere", "avvincere" (σχεδύνην δὲ Φιλότητα «Amore che avvince»), mentre il secondo possiede la qualità di "separare", "dividere" mediante la "contesa".
Così Amore nel suo stato di completezza è lo Sfero (Σφαῖρος), immobile (μονίη) uguale a se stesso e infinito (ἀλλ' ὅ γε πάντοθεν ἶσος〈ἑοῖ〉καὶ πάμπαν ἀπείρων). Egli è Dio e le quattro "radici" le sue "membra", e quando Odio distrugge lo Sfero:
(Empedocle, D-K 31 B 31)
Infatti sotto l'azione dell'Odio (Νεῖκος), presente alla periferia dello Sfero, le quattro "radici" si separano dallo Sfero perfetto e beante, dando origine al cosmo e alle sue creature viventi: prima bisessuate e poi sotto l'azione determinante di Odio, si differenziano ulteriormente in maschi e femmine, e ancora in esseri mostruosi e infine in membra isolate; alla fine di questo ciclo, Amore (Φιλότης) riprende l'iniziativa e dalle membra isolate, nascono esseri mostruosi e a loro volta maschi e femmine, poi esseri bisessuati che finiscono per riunirsi, con le quattro "radici" che li compongono, nello Sfero.
La conoscenza è possibile secondo il principio che "il simile conosce il suo simile": l'uomo e le cose sono entrambi composti dalle quattro radici che entrano in contatto tra loro.

### LePurificazioni

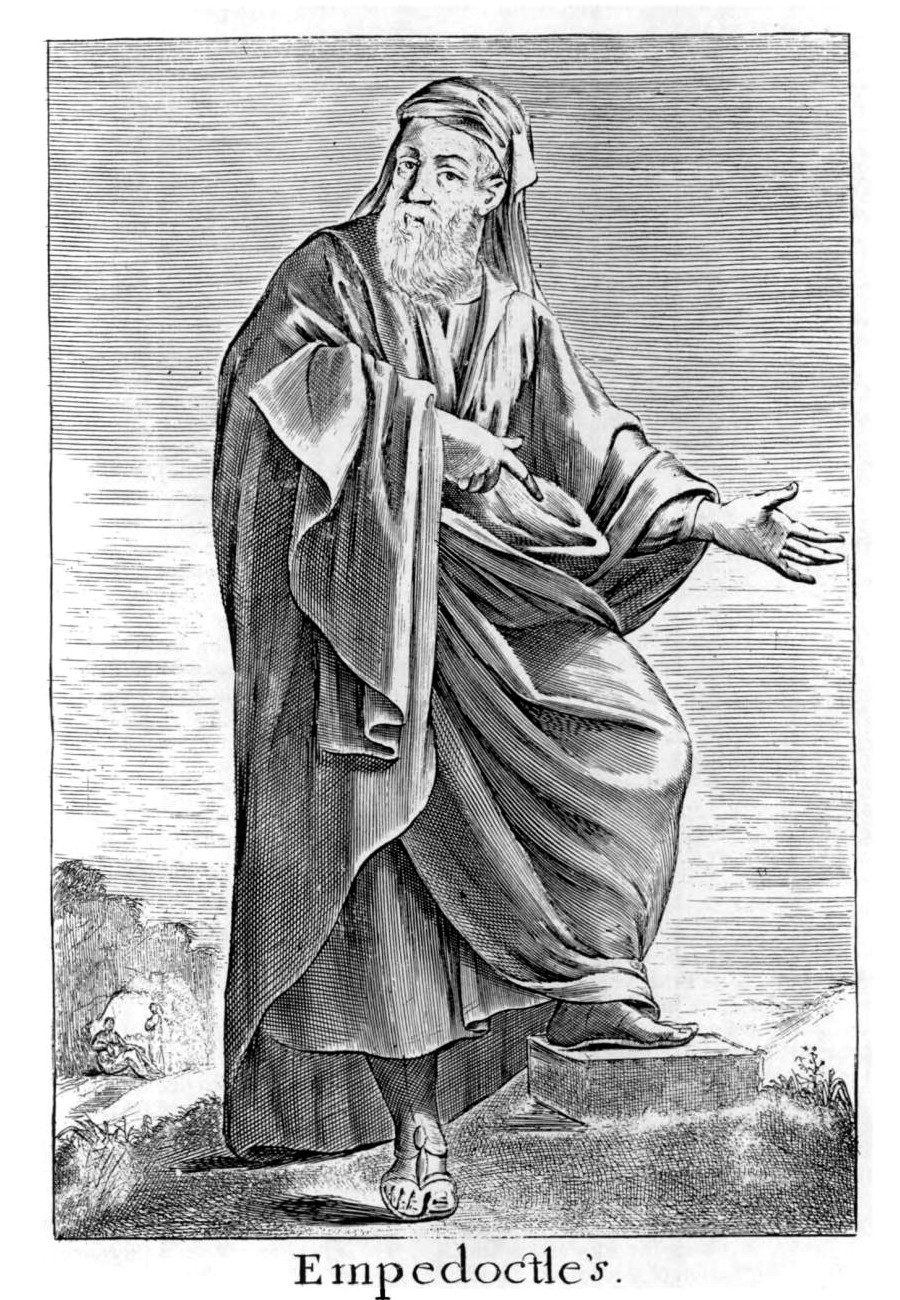
Empedocle in un'incisione di Thomas Stanley, in The History of Philosophy (1655)

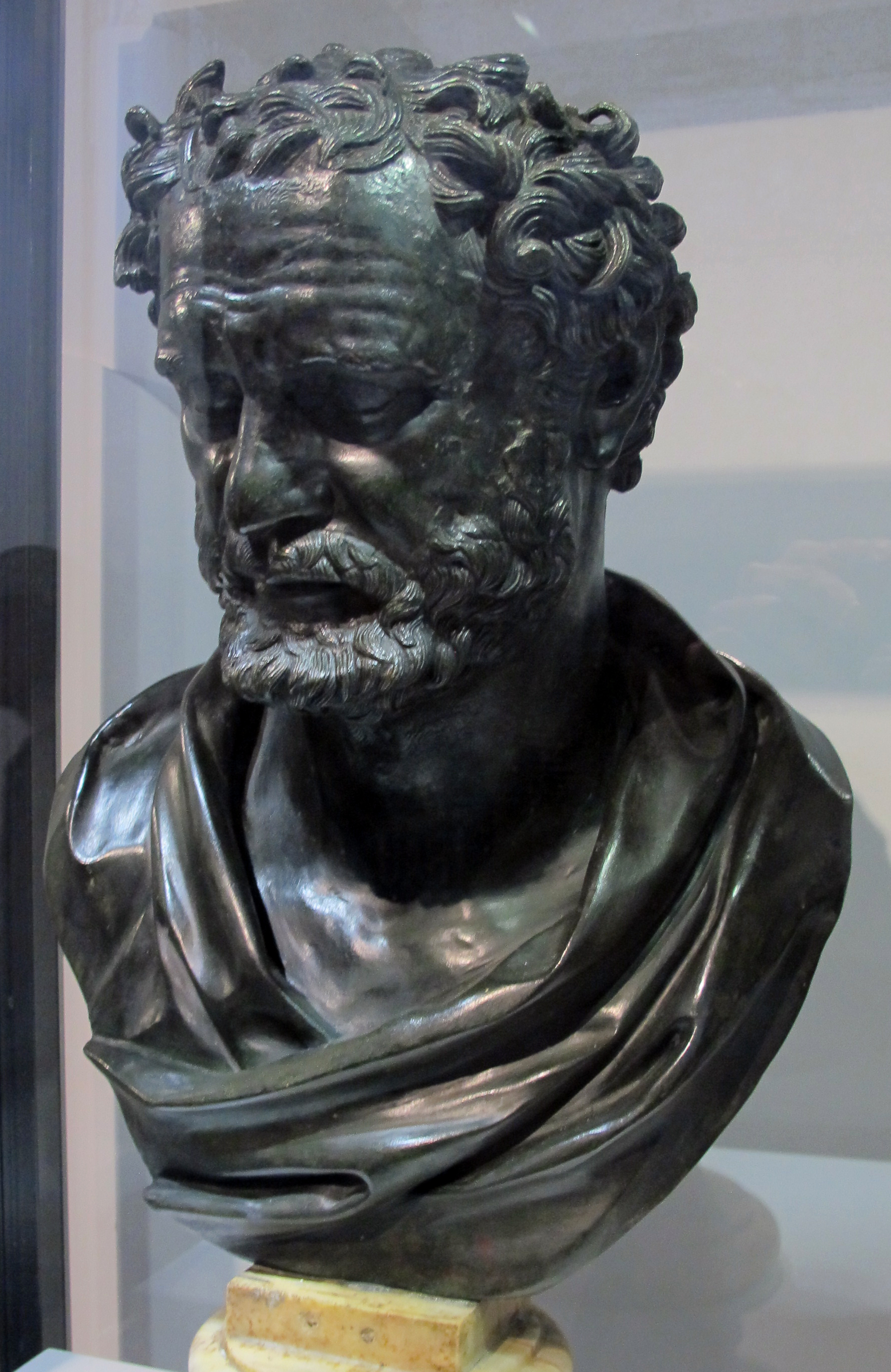
Uno dei busti ritrovati nella Villa dei Papiri a Ercolano, identificato dapprima come Eraclito, solo più recentemente con Empedocle.

Nel secondo scritto a noi pervenuto, le Purificazioni (Καθαρμοι), Empedocle riprende la teoria orfica e pitagorica della metempsicosi, affermando l'esistenza di una legge di natura che fa scontare agli uomini le proprie colpe attraverso una serie continua di nascite e di morti, tramite cui l'anima, di origine divina, trasmigra da un essere vivente all'altro (animale o vegetale) per millenni.
In questo poema gli esseri viventi, parti costitutive dello Sfero di Amore divengono dèmoni (δαίμων) errando nel cosmo.
(Empedocle, D-K 31 B 115, traduzione di Gabriele Giannantoni in Presocratici vol.1, Milano, Mondadori, 2009, pp.410-411)
(Denis O' Brien, Empedocle in La sapienza greca ... p. 90)
(Denis O' Brien, Empedocle in La sapienza greca ... p. 90)
Questa concezione conduce al rifiuto assoluto dei sacrifici, poiché in ogni essere vivente vi è un'anima umana, che sta compiendo il suo ciclo di reincarnazione. Se nel corso di questo ciclo l'anima si è comportata secondo giustizia, al termine potrà tornare nella sua condizione divina. Dal che, come Pitagora, anche a Empedocle ripugnano i sacrifici animali e l'alimentazione carnea:
(D-K 31 B 136, traduzione di Gabriele Giannantoni in Presocratici vol.1, Milano, Mondadori, 2009)
(Empedocle D-K 31 B 137, traduzione di Gabriele Giannantoni in Presocratici vol.1, Milano, Mondadori, 2009)
Rispetto alla sua precedente opera vi sono delle contraddizioni che è stato difficile per i suoi esegeti conciliare. Ad esempio, ad una visione naturalistica del poema Sulla natura si contrappone la teoria della reincarnazione delle Purificazioni: nel primo scritto l'anima è anche detta mortale, mentre è definita immortale nel secondo. C'è chi ha spiegato tali incongruenze con la versatilità di Empedocle, scienziato e profeta al tempo stesso, medico e taumaturgo. C'è invece chi ha ipotizzato una paternità diversa delle due opere.

## Riconoscimenti

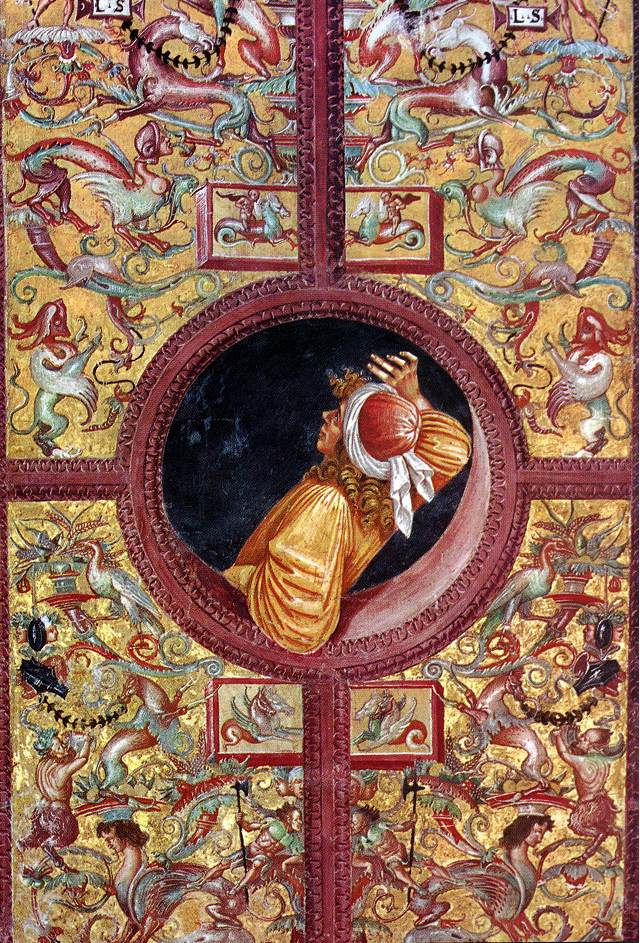
Cosiddetto "Empedocle", affresco di Luca Signorelli parte del ciclo delle Storie degli ultimi giorni che decorano la cappella di San Brizio nel Duomo di Orvieto (1499-1502).

Lo stile di Empedocle fu lodato dagli antichi:
(Cicerone, De Oratore 1, 217)
(Aristotele fr. 1, 9, 65)
Lucrezio (De rerum natura 727 ss.) lo prese a modello. Ernest Renan lo definisce «uomo di multiforme ingegno, mezzo Newton e mezzo Cagliostro».
Nel 1861 gli fu intitolato il Regio Liceo Classico di Agrigento, dove studiarono, fra gli altri, Luigi Pirandello e Andrea Camilleri.
A Empedocle sono dedicate strade a: Palermo, Gela, Catania, Napoli, Milano.
A Empedocle è stato intitolato il vulcano sottomarino omonimo situato nel Canale di Sicilia, in riferimento alle circostanze presunte della sua morte.
Porto Empedocle é un comune italiano in Sicilia nei pressi di Agrigento. Dedicato ad Empedocle, in passato era una frazione di Agrigento.

### Edizioni e traduzioni
- Carlo Gallavotti, Empedocle. Poema fisico e Lustrale, Milano, Mondadori, 1975.
- L'Empédocle de Strasbourg (P. Strasb. Gr. Inv. 1665-1666), Introduzione, edizione del testo e commento a cura di Alain Martin e Olivier Primavesi, Berlino: Walter de Gruyter, 1999.
- Angelo Tonelli (a cura di), Empedocle di Agrigento. Frammenti e testimonianze. Origini, Purificazioni, con i frammenti del papiro di Strasburgo, traduzione delle testimonianze di Angelo Tonelli e Ilaria Ramelli, Milano: Bompiani, 2002.
- I presocratici. Prima traduzione integrale con testi originali a fronte delle testimonianze e dei frammenti di Hermann Diels e Walther Kranz, a cura di Giovanni Reale, Milano: Bompiani, 2006.
- Federica Montevecchi, Empedocle d'Agrigento, Napoli, Liguori, 2010 (il volume è corredato da una nuova traduzione con testo greco a fronte di tutti i frammenti, compresi quelli del papiro di Strasburgo), ISBN 978-88-207-5043-5.

### Studi
- Ettore Bignone, Empedocle. Studio critico, traduzione e commento delle Testimonianze e dei Frammenti, ristampa, Roma, L'Erma di Bretschneider, 1963  [Torino: Bocca, 1916].
- Giorgio Colli, Empedocle, Milano, Adelphi, a cura di Federica Montevecchi, 2019, ISBN 9788845934377.
- Antonio Traglia, Studi sulla lingua di Empedocle, Bari, Adriatica, 1952, ISBN non esistente.
- Emilio Bodrero, Il principio fondamentale del sistema di Empedocle. Studio preceduto da un saggio bibliografico e dalla traduzione dei frammenti empedoclei, Roma, G. Bretschneider, 1975, ISBN non esistente.
- Livio Rossetti e Carlo Santaniello, Studi sul pensiero e sulla lingua di Empedocle, Bari, Levante, 2004, ISBN 88-7949-355-8.
- Jacquemard Simonne, Tre mistici greci. Orfeo, Pitagora, Empedocle, traduzione di M. Marino, Isola del Liri (FR), Pisani editore, 2004, ISBN 88-87122-42-3.
- Peter Kingsley, Misteri e magia nella filosofia antica. Empedocle e la tradizione pitagorica, Milano, Il Saggiatore, 2007, ISBN 978-88-428-1033-9.
- Federica Montevecchi, Empedocle d'Agrigento, Napoli, Liguori, 2010 (il volume è corredato da una nuova traduzione con testo greco a fronte di tutti i frammenti, compresi quelli del papiro di Strasburgo), ISBN 978-88-207-5043-5.
- Federica Montevecchi, Sull'Empedocle di Giorgio Colli, Luca Sossella Editore, Milano, 2018 (ISBN 978-88-97356-69-1)
- Fernanda Decleva Caizzi, Reviewed Work: L'Empédocle de Strasbourg (P. Strasb. gr. Inv. 1665-1666) by Alain Martin, Olivier Primavesi, in Rivista di Storia della Filosofia (1984-), Vol. 55, No. 4 (2000), pp. 691-694, JSTOR 44024580, OCLC 7788166308.